# 明治の森高尾国定公園
明治の森高尾国定公園（めいじのもりたかおこくていこうえん）は、東京都八王子市にある高尾山とその周辺の一帯を、明治100年記念事業のひとつとして国定公園に指定したもの。1967年（昭和42年）12月11日、大阪府の明治の森箕面国定公園と同時に国定公園に指定された。
面積は770haで、最も小さな国定公園である。全域が第2種特別地域に指定されている。年間利用者数は217万人。一部は高尾陣馬都立自然公園と重なる。高尾山は殺生を厳しく戒めてきた高尾山薬王院の寺域であるため、モミ、カシ、アカマツ、ブナの自然林が遺されている。明治の森高尾国定公園は、東海自然歩道および関東ふれあいの道の始点でもある。

## 指定植物
多くの植物が指定植物に指定されている。中には高尾山が原標本の生育地となっているものもある。